# Коге
Коге (яп. 上毛町 Ко:гэ-мати) — посёлок в Японии, находящийся в уезде Тикудзё префектуры Фукуока. Площадь посёлка составляет 62,40 км², население — 7551 человек (1 августа 2014), плотность населения — 121,01 чел./км².

## Географическое положение
Посёлок расположен на острове Кюсю в префектуре Фукуока региона Кюсю. С ним граничат города Будзен, Накацу и посёлок Йоситоми.

## Население
Население посёлка составляет 7551 человек (1 августа 2014), а плотность — 121,01 чел./км². Изменение численности населения с 1980 по 2005 годы:
| 1980 | 8780 чел. |  |
| 1985 | 8773 чел. |  |
| 1990 | 8636 чел. |  |
| 1995 | 8443 чел. |  |
| 2000 | 8296 чел. |  |
| 2005 | 8172 чел. |  |

## Символика
Деревом посёлка считается слива японская, цветком — космея.